# Liste von Sendeanlagen in Hessen
Die Liste von Sendeanlagen in Hessen umfasst aktuelle Sendeanlagen insbesondere für Fernsehen, Hörfunk, Amateurfunk, Mobilfunk und Richtfunk in Hessen.

## Sendeanlagen
| Name                                | Stadt / Landkreis                         | Berg                   | Höhe | Baujahr                              | Betreiber des Senders                  | Funktionen                                          | Bemerkungen                                                  |
| ----------------------------------- | ----------------------------------------- | ---------------------- | --- | ------------------------------------ | -------------------------------------- | --------------------------------------------------- | ------------------------------------------------------------ |
| Fernsehturm Angelburg               | Lahn-Dill-Kreis                           | Angelburg (Berg)       | 171 m | 1968                                 | Deutsche Funkturm                      | UKW, DVB-T (eingestellt), BOS-Funk, Richtfunk       | Typenturm FMT 3                                              |
| Fernmeldeturm Steinkopf             | Wetteraukreis                             | Steinkopf              | 105,35 m | 1972                                 | Deutsche Funkturm                      | Richtfunk, Mobilfunk                                | Typenturm FMT                                                |
| Sender Biedenkopf                   | Biedenkopf / Landkreis Marburg-Biedenkopf | Sackpfeife (Berg)      | 210 m | 1953, 1982                           | Hessischer Rundfunk                    | UKW, DAB                                            | Abgespannter Stahlfachwerkmast                               |
| Fernmeldeturm Dünsberg              | Landkreis Gießen                          | Dünsberg               | 108 m | 1974 bis 1978                        | Deutsche Funkturm                      | UKW, DAB, Richtfunk                                 | Typenturm FMT 11                                             |
| Fernmeldeturm Eisenberg             | Landkreis Hersfeld-Rotenburg              | Eisenberg (Knüll)      | 115 m | 1974 bis 1975                        | Deutsche Funkturm                      | UKW, Richtfunk und nichtöffentlicher Landfunk       | Typenturm FMT 5                                              |
| Europaturm                          | Frankfurt am Main                         | -                      | 337,5 m | 1974 bis 1979                        | Deutsche Funkturm                      | UKW, DAB, DVB-T, DVB-H, Amateurfunk, Richtfunk      | Ursprüngliche Höhe 331 m                                     |
| hr-Rohrmast Großer Feldberg         | Hochtaunuskreis                           | Großer Feldberg        | 116,17 m | ?                                    | Hessischer Rundfunk                    | UKW, DAB, DVB-T, Richtfunk                          | Abgespannter Rohrmast                                        |
| Fernmeldeturm Großer Feldberg       | Hochtaunuskreis                           | Großer Feldberg        | 69,13 m | 1937; 1950 Wiederaufbau              | Deutsche Funkturm                      | Richtfunk                                           | FMT                                                          |
| Aussichtsturm Großer Feldberg       | Hochtaunuskreis                           | Großer Feldberg        | 40 m | 1902; 1949 durch HR wieder aufgebaut | ?                                      | UKW-Ersatzanlage                                    |                                                              |
| Fernmeldeturm Hohes Lohr            | Haina                                     | Hohes Lohr             | 142 m |                                      | Deutsche Funkturm                      | UKW                                                 | Stahlbetonturm                                               |
| Sendeturm Hardberg                  | Landkreis Bergstraße                      | Hardberg (Odenwald)    | 135 m | 1951, 1988                           | Hessischer Rundfunk                    | UKW, DAB, Richtfunk                                 | Stahlfachwerkmast                                            |
| Fernmeldeturm Hohe Wurzel           | Wiesbaden                                 | Hohe Wurzel (Taunus)   | 133 m | ?                                    | Deutsche Funkturm                      | UKW, DAB, DVB-T, Amateurfunk, Richtfunk             | FMT Stahlbeton                                               |
| Sender Hoher Meißner                | Werra-Meißner-Kreis; Hessisch Lichtenau   | Hoher Meißner          | 220 m (UKW) 155 m (MW, Richtfunk, Reserveantennen für Fernsehen) 95 m (Reserve für MW) 40 m (Mobilfunk, UKW Reserve) | ?                                    | Hessischer Rundfunk, Deutsche Funkturm | UKW, DAB, DVB-T, Amateurfunk, MW (2010 eingestellt) | 220 m, 155 m, 40 m: Stahlfachwerkmasten; 95 m: Stahlrohrmast |
| Fernmeldeturm Habichtswald          | Kassel                                    | Essigberg              | 186 m | 1972–1975                            | Deutsche Funkturm                      | UKW, DAB, DVB-T, Amateurfunk, Richtfunk             | Typenturm FMT 3/72                                           |
| Sender Hoherodskopf                 | Schotten / Vogelsbergkreis                | Hoherodskopf           | 144 m | 1976–1977                            | Deutsche Funkturm                      | UKW, Amateurfunk, Richtfunk                         | Typenturm                                                    |
| Fernmeldeturm Höllberg              | Westerwald                                | Höllberg               | 108 m | ?                                    | Deutsche Funkturm                      | UKW, Richtfunk                                      | Typenturm                                                    |
| Homberg (Kellerwald)                | Landkreis Waldeck-Frankenberg             | -                      | ? | ?                                    | Deutsche Funkturm                      | DAB (Außer Betrieb)                                 |                                                              |
| Sender Kassel-Tannenwäldchen        | Kassel                                    | -                      | - | ?                                    | Deutsche Funkturm                      | UKW                                                 |                                                              |
| Sender Klein Altenstädten           | Aßlar                                     | -                      | 70 m | ?                                    | ?                                      | UKW                                                 |                                                              |
| Sender Krehberg                     | Lindenfels                                | Krehberg               | 122 m | ?                                    | Deutsche Funkturm                      | UKW, DAB, Richtfunk                                 |                                                              |
| Mittelwellensendeanlage Mainflingen | Mainflingen                               | -                      | 220 m | 1966                                 | Media Broadcast GmbH                   | Zeitzeichensender, MW, LW                           | Rufzeichen DCF77                                             |
| Fernmeldeturm Mainzer Berg          | Dieburg / Landkreis Darmstadt-Dieburg     | Mainzer Berg (Dieburg) | 96 m | ?                                    | Deutsche Funkturm                      | UKW                                                 |                                                              |
| Sender Mainz-Kastel                 | Wiesbaden                                 | -                      | 156 m | 1980                                 | SWR                                    | UKW, DAB                                            |                                                              |
| Sender Marburg                      | Marburg                                   | Klamberg               | 40 m | 1956                                 | Hessischer Rundfunk                    | UKW                                                 | Gittermast                                                   |
| OfficeTower Darmstadt               | Darmstadt                                 | -                      | 45 m | 1966; 2002–2003 generalsaniert       | ?                                      | UKW                                                 |                                                              |
| Sender Rimberg                      | Landkreis Hersfeld-Rotenburg              | Rimberg (Knüll)        | 220 m | 1957                                 | Hessischer Rundfunk                    | UKW, DAB, DVB-T                                     | abgespannter Stahlfachwerkmast                               |
| Sender Weiskirchen                  | Rodgau                                    | -                      | 126,5 m | 1967                                 | Hessischer Rundfunk                    | MW (2010 eingestellt) 2012 gesprengt                | Selbststrahlender Sendemast (2 Stück)                        |
| Sender Weißkirchen                  | Oberursel                                 | -                      | 86 m | 1951                                 | AFN                                    | MW, eingestellt 2013, gesprengt 2015                | Selbststrahlender Sendemast (3 Stück)                        |
| Sender Wippershainer Höhe           | Landkreis Hersfeld-Rotenburg              | -                      | 75 m | ?                                    | Deutsche Funkturm                      | DAB, Richtfunk                                      |                                                              |
| Sender Würzberg                     | Michelstadt                               | -                      | 105 m | 1951                                 | Hessischer Rundfunk                    | UKW, DVB-T                                          | abgespannter Stahlfachwerkmast                               |
| Wachenbuchenturm                    | Maintal                                   | Hühnerberg             | 85,45 m | ?                                    | ?                                      | UKW                                                 | freistehender Stahlfachwerkturm                              |
| Fernmeldeturm Allmutsberg           | Homberg (Efze)                            | Allmutsberg            | 76 m | ?                                    | ?                                      | UKW, Mobilfunk                                      | Typenturm FMT 9/84                                           |